# Gailtaler Speck
Gaitaler Speck ist eine österreichische Specksorte aus dem Gailtal mit geschützter Herkunftsbezeichnung.

## Herstellung
Für die Produktion verwendet man typischerweise Speckseiten im Ganzen (Schweinebauch). Es können jedoch auch Schweineschulter, Schweinskarree, Schweinekeule (Schlegel) und Teile der Dünnung entsprechend verarbeitet werden.
Das Pökeln (Einbeizen) erfolgt durch Trockenpökeln von ungepresstem Fleisch. Neben Koch-  bzw. Pökelsalz werden vor allem Pfeffer, Knoblauch und Kräuter nach regional typischen Rezepturen zugesetzt. Das Beizen erfolgt traditionell auf hölzernen Beiztischen, es ist auch der Einsatz von Pökelwannen aus Kunststoff oder Edelstahl üblich. Das Pökeln erfolgt bei Temperaturen von 4 °C  bis  10 °C  und einer Luftfeuchtigkeit von ca. 70 Prozent für eine Zeit von einer bis vier Wochen.
Nach dem Trocknen wird das Fleisch kalt geräuchert (Kaltselchen). Dafür wird ausschließlich Buchenholz verwendet, dem einige Wacholderzweige zugegeben werden. Die übliche Temperatur beträgt 22 °C. Typisch für den Gailtaler Speck ist, dass dieser Räuchervorgang mehrmals unterbrochen wird, und das Fleisch der Frischluft außerhalb der Räucherkammer ausgesetzt wird.  Traditionell erfolgte die Herstellung ausschließlich durch Lufttrocknung.
Anschließend erfolgt eine Reifephase in speziell dafür eingerichteten Reiferäumen bei Temperaturen von 8 bis 16 °C und einer Luftfeuchtigkeit von ca. 60 bis 80 Prozent. Je nach verwendetem Fleischstück variiert die Reifezeit von mind. 4 bis mind. 12 Wochen.
Der Gaitaler Speck hat eine typische goldgelbe Außenfarbe und ist im Anschnitt kräftig rot mit einem weißen Fettanteil. Im Geschmack dominieren Pökel-, Rauch und Fleischgeschmack gegenüber Gewürzen. Er wird als mildsalzig beschrieben. Die Konsistenz ist fest.

## Tiere
Für die Herstellung verwendet man Fleisch verschiedener Schweinerassen. Landschwein, Edelschwein, Kreuzungen von beiden werden genauso verwendet wie Duroc-Schweine und Kreuzungen aus anerkannten Kärntner Zuchtprogrammen. Die Schweinemast erfolgt nach spezifizierten Bedingungen. Das Frischfleisch soll nach der Schlachtung einen pH-Wert von maximal 5,8 haben. Typischerweise erfolgt die Aufzucht im Gailtail, aber es sind auch Tiere aus der Aufzucht im Bundesland Kärnten zugelassen.

## Herkunftsgebiet
Die Produktion des Specks darf zur Anerkennung nur in folgenden Gemeinden erfolgen:
- Dellach, Feistritz an   der   Gail und Gitschtal
- Hermagor, Hohenthurn und Kirchbach
- Kötschach-Mauthen, Nötsch  im  Gailtal
- St.  Stefan  im  Gailtal

## Schutz der Herkunftsbezeichnung
Mit der EU-Verordnung Nr. 1241/2002 erhielt das Fleischerzeugnis Gailtaler Speck am 10. Juli 2002 den Status einer geschützten geografischen Angabe (g.g.A.). Die Kontrolle der Einhaltung der Schutzvorschriften wird durch den Landeshauptmann von Kärnten bzw. seiner beauftragten Behörde übernommen. Die Kennzeichnung erfolgt durch eine Plakette oder Schleife, welche den Produzenten und die jeweilige Kontrollnummer enthält, anhand derer jede Charge Speck bestimmt werden kann. Neben der EU-Verordnung 2001/C 327/04 gelten für den Gailtaler Specke auch die nationalen Vorschriften des öst. Lebensmittelgesetzes und des Codex Alimentarius Austriacus.